# Barthélemy (apôtre)
Pour les articles homonymes, voir Barthélemy et Saint Barthélemy.
Barthélemy ou Bartholomée (bar-Tolmay en araméen, « fils du sillon » selon certaines étymologies et « fils de la jarre » selon d'autres, qui renvoient à la jarre où étaient conservées les rouleaux de la Torah) est un Juif de Galilée et l'un des douze apôtres de Jésus de Nazareth. Son nom figure dans les listes d'apôtres des trois évangiles synoptiques (en Mt 10:2-3; Mc 3:16-19 et Lc 6:13-16) et du livre des Actes des Apôtres (en Ac 1:13).
La tradition chrétienne antique l'identifie au disciple Nathanaël, mentionné dans l'évangile selon Jean et dans d'autres sources chrétiennes. Cependant, cette identification est de moins en moins reprise à partir du VIe siècle, et débattue par une partie de l'exégèse contemporaine.

## Histoire et tradition

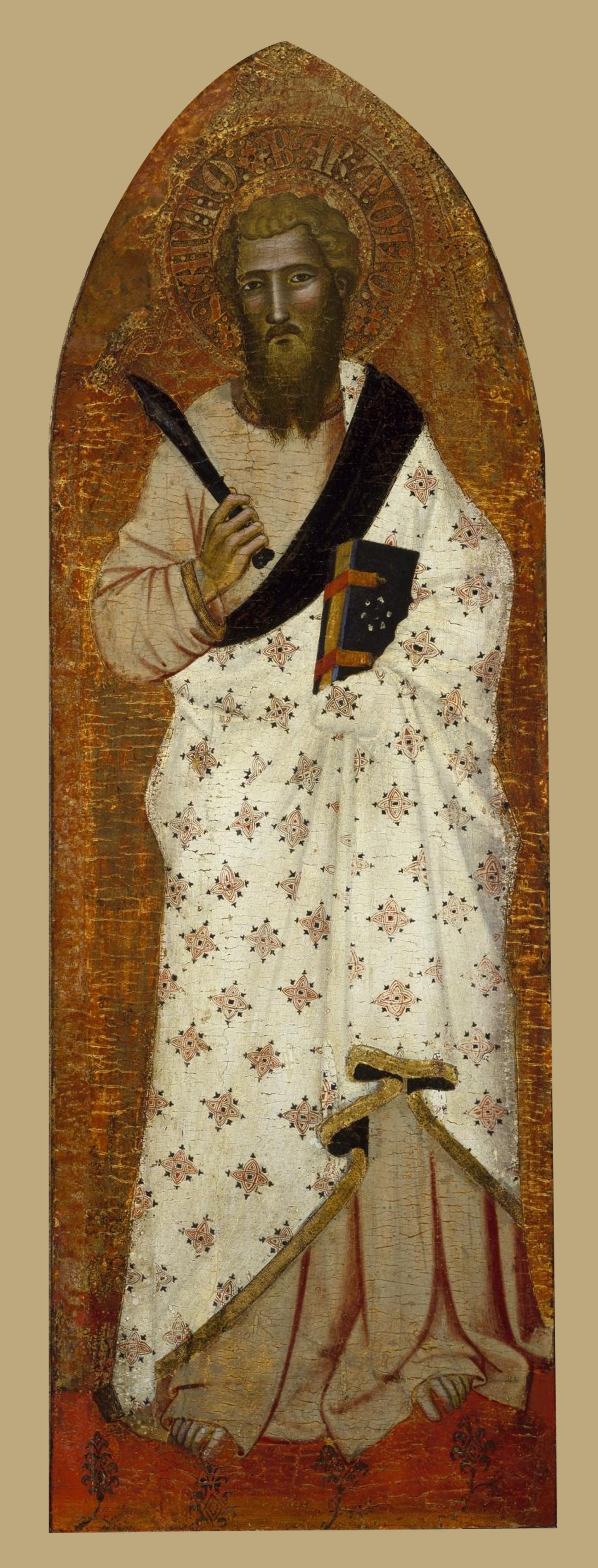
L'apôtre Barthélemy, par Andrea di Bonaiuto (v. 1365). Musée des Beaux-Arts de Houston.

Le préfixe bar, qui signifie « fils » en araméen, se trouve dans les évangiles synoptiques avec les noms de Bartimée, fils de Timée et bar Tolmay, l'un des apôtres selon les églises orientales. La tradition chrétienne identifie Barthélemy à l'apôtre Nathanaël. Dans les sources syriaques, il est appelé tantôt Barthélemy, tantôt Nathanaël, bar Tolmay ou Nathanaël Barthélemy.
Il aurait évangélisé l’Arabie, la Perse et peut-être l'ouest de l'Inde en collaboration avec l'apôtre Thomas. Trois traditions anciennes indépendantes, la tradition alexandrine (avec Eusèbe de Césarée et saint Jérôme), les martyrologes anciens et la « Passion » de saint Barthélemy, associent l'apostolat de l'apôtre Barthélemy avec l'Inde (India felix). Il est aussi qualifié d'« apôtre des Araméens. »
Selon Eusèbe de Césarée, lorsque Pantène d'Alexandrie se rendit en Inde, « il trouva précédant sa venue, l'Évangile selon Matthieu, chez certains qui là-bas reconnaissaient le Christ (probablement les chrétiens de saint Thomas), auxquels Barthélemy avait prêché et avait laissé l'écrit de Matthieu en caractères hébreux ». Jérôme de Stridon reprend la même information en précisant que Pantène revint à Alexandrie avec un exemplaire de ce livre. Il pourrait s'agir de l'écrit de Matthieu « en langue hébraïque », qui semble n'avoir contenu que des paroles de Jésus et dont parle Papias d'Hiérapolis.
D'après la tradition chrétienne, il est à l'origine, avec Thomas et Jude Thaddée, de la christianisation de la Grande Arménie. Barthélemy reçut Albanopolis (en) comme région à évangéliser, située au sud de la chaîne du Caucase. Selon la Légende dorée, il aurait été écorché vif, crucifié et décapité.
Toutes ces traditions sont reprises par l'Église apostolique arménienne, qui en fait le « premier illuminateur du pays d'Arménie ».

## Représentation
Son principal attribut est la dépouille de sa propre peau. Bien que certaines traditions affirment qu’il fut crucifié, noyé ou décapité, Barthélemy porte la dépouille de sa peau parce qu’il fut aussi écorché vif. Quelquefois, il tient en main le grand couteau qui servit à ce supplice. Jacques de Voragine rapporte dans La Légende dorée les trois versions : « Sur le genre exact du martyre de saint Barthélemy, les avis diffèrent, car saint Dorothée de Tyr affirme expressément qu'il a été crucifié. Il ajoute que son supplice eut lieu dans une ville d'Arménie nommée Albane, et aussi qu'il fut crucifié la tête en bas. D'autre part, saint Théodore Studite assure que l'apôtre a été écorché vif ; et il y a encore d'autres historiens qui prétendent qu'il a eu la tête tranchée. Mais, au fait, cette contradiction n'est qu'apparente : car rien n'empêche de penser que le saint a d'abord été mis en croix, puis, pour plus de souffrances, écorché vif, et enfin décapité ».

## Culte des reliques

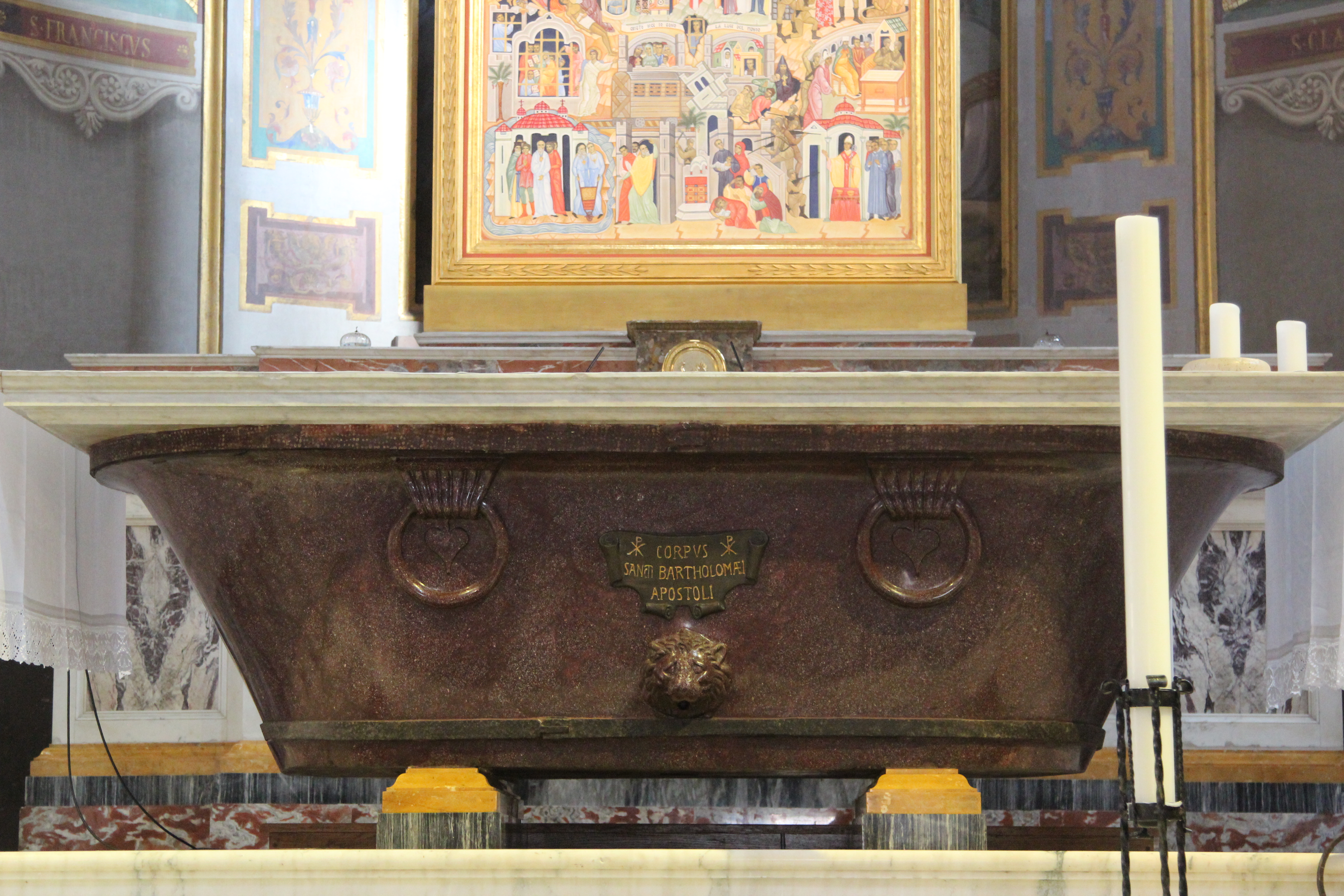
Relique principale du saint apôtre, maitre-autel de la basilique Saint-Barthélemy-en-l'Île, Rome.

En 580, sa dépouille fut transportée dans l'île de Lipari, en Italie. En 809, elle fut mise à l'abri des invasions arabes en Sicile, à Bénévent sur le continent, avant de rejoindre Rome où elle repose toujours.
Elle est vénérée à la basilique Saint-Barthélemy-en-l'Île qui est dédiée à l'apôtre, sur l'île Tibérine, à Rome. Elle repose dans une ancienne baignoire en porphyre qui provient des thermes de Caracalla et installée en 1583 comme maitre-autel reliquaire.
Un morceau du bras de Barthélemy se trouve également dans le trésor de la basilique Saint-Servais à Maastricht, dans un reliquaire commun avec deux reliques de saint André.

## Célébration
Saint Barthélemy est le patron des bouchers, des tanneurs et des relieurs. il est fêté le 24 août par l'Église catholique romaine, le 11 juin par les Églises catholiques orientales et l'Église orthodoxe, et le 16 octobre par l'Église syriaque orthodoxe.
Le transfert de ses reliques est célébré  le 25 août par les catholiques orientaux et les orthodoxes.

## Représentation dans les arts

### Attributs
- le poignard
- peau écorchée
- le livre

Exemple : Saint Barthélemy du Pérugin

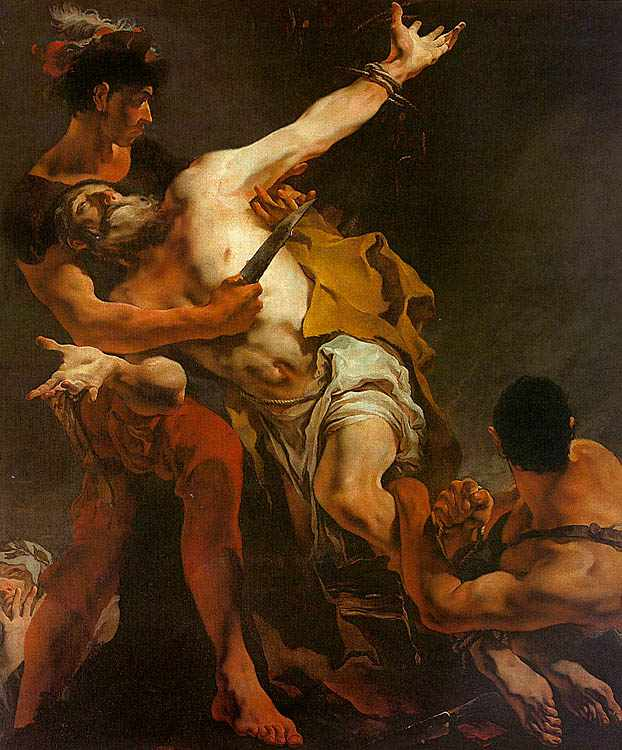
Le Martyre de saint Barthélemy (1722), par Giambattista Tiepolo. Église San Stae, Venise.
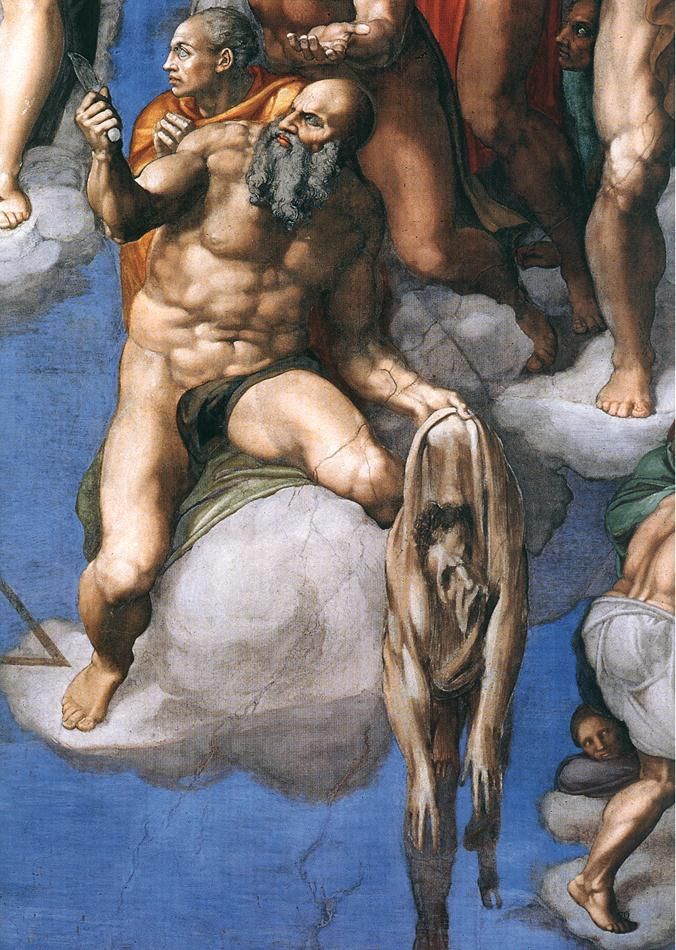
Saint Barthélemy, fresque du Jugement Dernier. Chapelle Sixtine, Michel-Ange
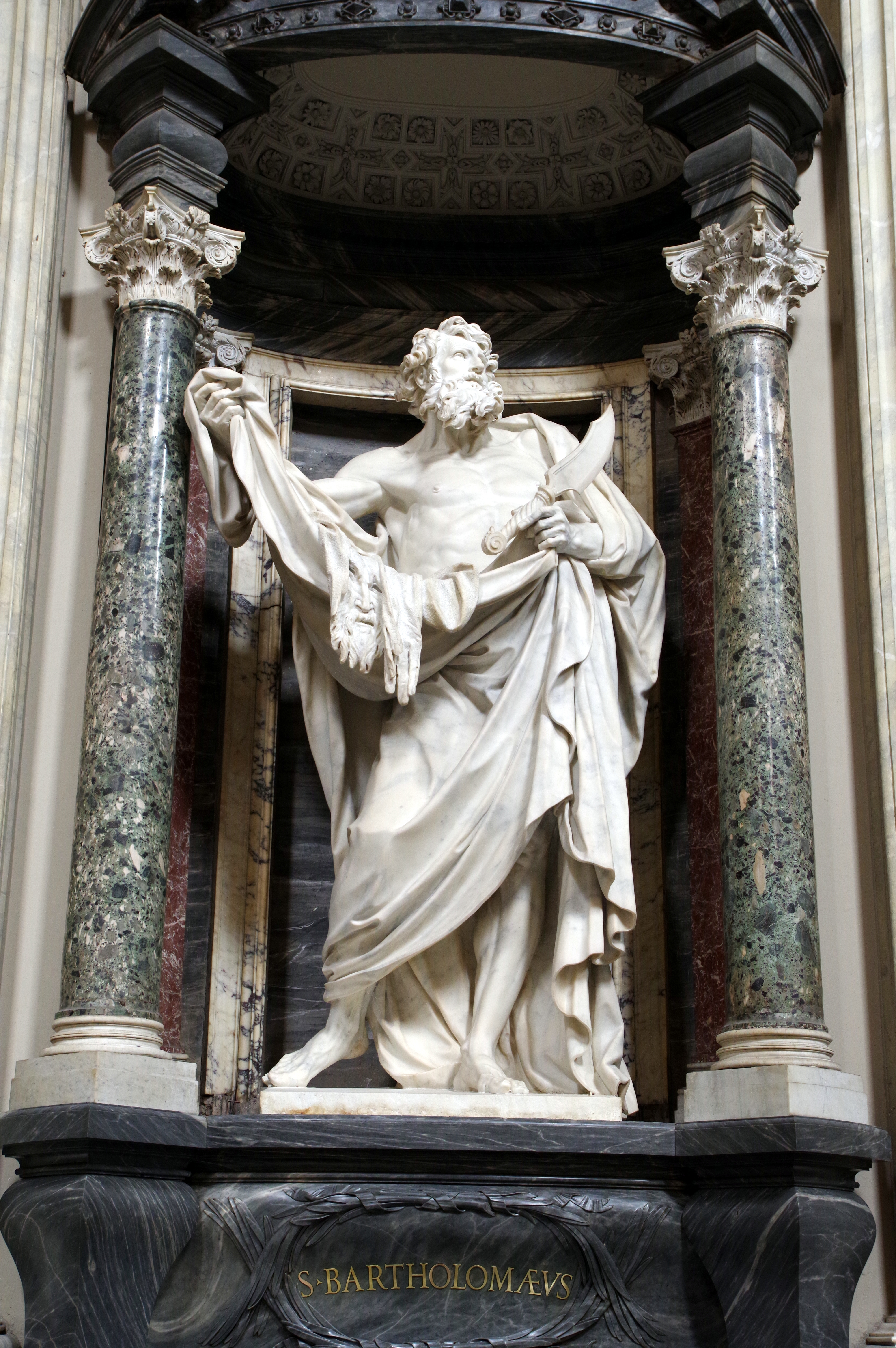
Saint Barthélemy, apôtre, basilique Saint-Jean-de-Latran.
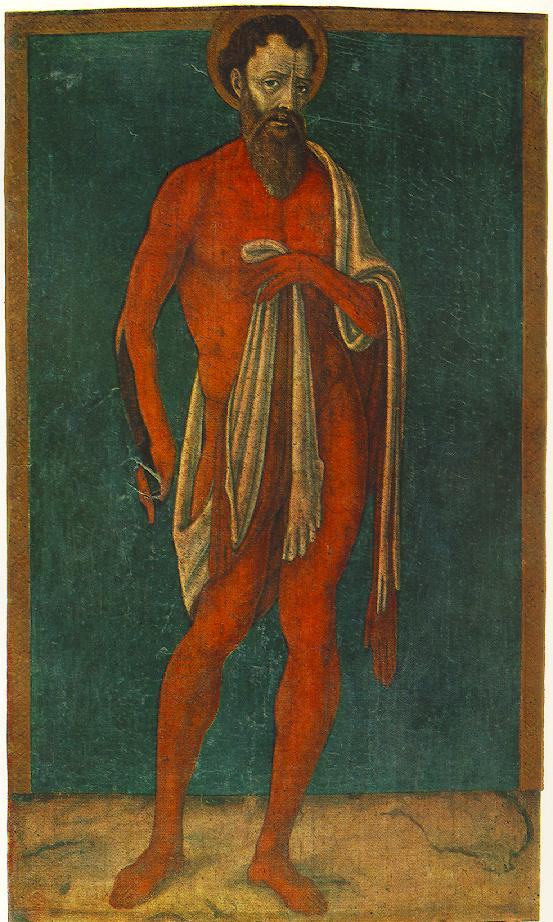
Saint Barthélemy, par Matteo di Giovanni.
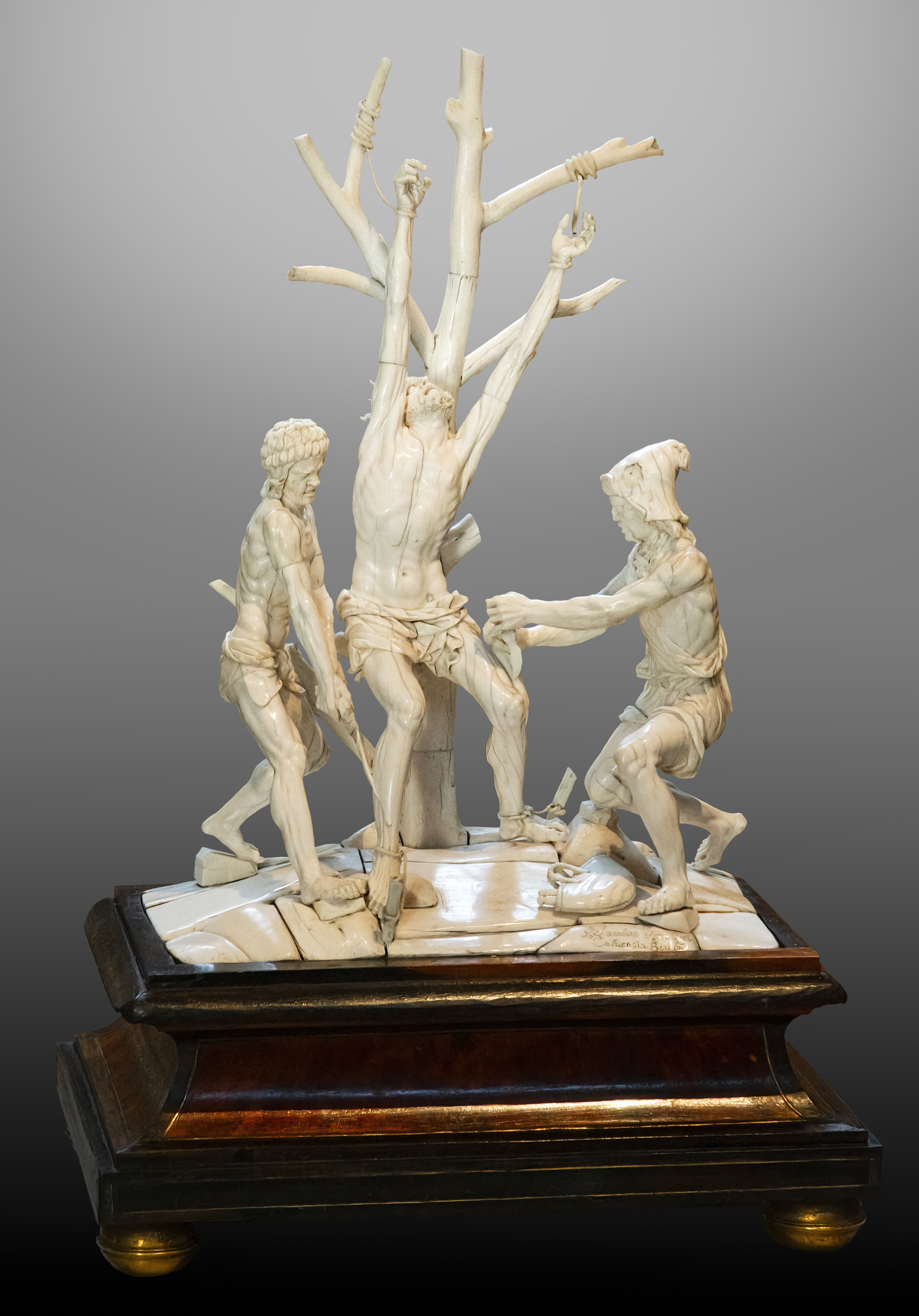
Le martyre de saint Barthélémy (1638), par Jacques Lagneau. Sculpture sur ivoire, musée Toulouse-Lautrec.
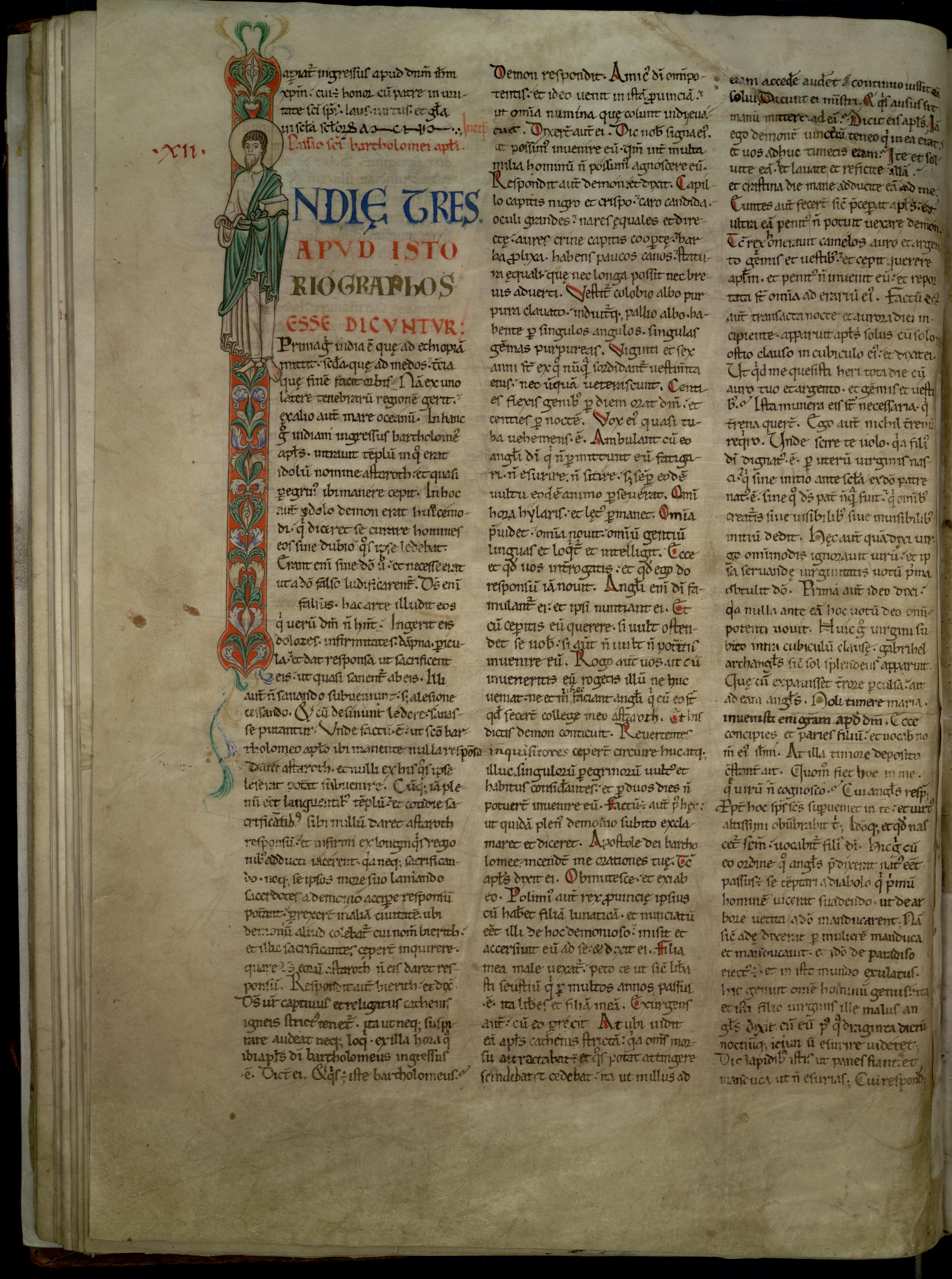
Enluminure du XIIe siècle représentant saint Barthélémy dans le Légendier de Cîteaux (Dijon, Bibliothèque municipale, ms. 641, f. 24v)